# 上月晃
上月 晃（こうづき のぼる、本名：原口 貴美子（はらぐち きみこ）、1940年4月6日 - 1999年3月25日）は宝塚歌劇団出身の女優、歌手。熊本県山鹿市出身。宝塚歌劇団時代の公称身長162センチ。

## 来歴・人物
熊本県立山鹿高等学校（現在の熊本県立鹿本高等学校）出身。
愛称ゴンちゃん（熊本弁で「お嬢ちゃん」を意味するごんしゃんが転じて）。
高校時代は器械体操の選手で、国体で準優勝の経験を持つ。
雑誌で見た宝塚音楽学校に興味を持ち、高校卒業を待たず宝塚音楽学校受験・合格。受験の際「山鹿」の校名入りの体操着で受験したという逸話を持つ。
同期に甲にしき、古城都、山吹まゆみ、司このみらがいる。
1960年、宝塚歌劇団に入団。宝塚歌劇団46期生。宝塚入団時の成績は59人中11位。初舞台の公演演目は星組公演『春の踊り（日本の恋の物語）／ビバ・ピノキオ』。1961年5月1日、月組配属。
その後、声楽専科へ組替を経て1965年『ラ・グラナダ』では星組主演男役となる。1964年芸術祭奨励賞受賞。
1969年、声楽専科への組替を挟み1970年に『ザ・ビッグ・ワン』（新宿コマ劇場）を最後に10月28日付で宝塚歌劇団を退団。
『ザ・ビッグ・ワン』コマ劇場公演千秋楽の日には東京中の花屋の花が売り切れたと逸話が残るほど熱狂的ファンもあまたいたスターであった。
1971年、NHKの大河ドラマ『春の坂道』に関白豊臣秀次の側室・お万の方役で出演。出演発表と同時にファンから問い合わせの電話が殺到。撮影のある日はNHKの玄関口で大勢の少女ファンが出待ちする姿が見られるなど、宝塚時代より続く人気の高さは続いていた。
1975年から3年間、パリのレビュー劇場「フォリー・ベルジェール」で東洋人として初主演。1979年にはミュージカル『ラ・マンチャの男』のアルドンサ役で文化庁・芸術祭優秀賞を受賞。以後日本のミュージカル界（特に東宝）を演技面・歌唱面で永年支えた。1983年菊田一夫演劇賞受賞。一方で、1968年『虹を追って』上演中の突然の宝塚退団表明と撤回、証券会社に勤めていた熱狂的ファンの横領容疑での逮捕とそれへの対応、同郷の政治家松野頼三との醜聞など、スキャンダラスな話題も多かったが、いずれも乗り切った。私生活では、生涯独身であった。
芸能生活40周年を控えた矢先の1999年3月25日午前4時30分、都内の聖路加国際病院にて死去。58歳没。同年4月の「42nd ストリート」（ドロシー役）を腸閉塞のため休演（代役寿ひずる）が発表された矢先のことであった。死後、真の病名が大腸癌であったことが公表された。通夜・葬儀は代々幡斎場にて執り行われた。
2014年、古巣である宝塚歌劇団創立100周年記念で創設された『宝塚歌劇の殿堂』最初の100人のひとりとして殿堂入りを果たしている。

## 宝塚歌劇団時代の主な舞台
- 1961年11月29日-12月27日 - 「明日に鐘は鳴る」（花・月組、新芸劇場）
- 1963年11月2日-11月25日 - 「虹のオルゴール工場」「レビューへの招待」（月・星組合同、東京宝塚劇場）
- 1964年1月1日-1月29日 - 「レビューへの招待」（専科・月・星組合同、宝塚大劇場）
- 1964年3月3日-3月25日 - 「黒潮」「南の哀愁」（月組、宝塚大劇場）
- 1964年6月2日-6月28日 - 「宝寿」「レビュー・オブ・レビューズ」（星・月組合同、宝塚大劇場）
- 1965年1月1日-1月25日 - 「ボン・ビアン・パリ」（月組、宝塚大劇場）
- 1965年1月29日-2月28日  - 「港に浮いた青いトランク」（雪組、宝塚大劇場）
- 1965年10月2日-10月28日  - 「海の花天女」「レインボー・タカラヅカ」（月組、宝塚大劇場）
- 1965年10月30日-11月30日 - 「ラ・グラナダ」（星組、宝塚大劇場）
- 1966年3月25日-4月26日 - 「日本の四季」「ファンタジア」（月組、宝塚大劇場）
- 1966年7月30日-8月31日 - 「夢を売る妖精たち」（花組、宝塚大劇場）
- 1967年1月1日-1月25日 - 「龍鳳夢」（花組、宝塚大劇場）
- 1967年3月25日-4月26日 - 「世界はひとつ」（星組、宝塚大劇場）
- 1967年7月1日-7月30日 - 「オクラホマ!」（月・星組、宝塚大劇場）… カーリー 役
- 1967年8月1日-8月30日 - 「ワン・ボーイ」（星組、宝塚大劇場）
- 1968年2月2日-2月27日 - 「赤毛のあまっこ」「虹を追って」（星組、宝塚大劇場）
- 1968年6月1日-6月27日 - 「追憶のアンデス」（星組、宝塚大劇場）
- 1968年10月1日-10月30日  - 「7－セブン－」（星組、宝塚大劇場）
- 1969年3月27日-4月24日 - 「シルクロード」（星組、宝塚大劇場）
- 1969年9月4日-9月30日 - 「椎葉の夕笛」「セ・ラ・ビィ」（星組、宝塚大劇場）
- 1970年1月1日-2月4日 - 「ヤング・ガイ!」（月組、宝塚大劇場）
- 1970年5月8日-5月26日 - 「ハロー!タカラヅカ」（星組、宝塚大劇場）
- 1970年8月1日-8月31日 - 「ザ・ビッグ・ワン」（星組、宝塚大劇場）
- 1970年9月30日-10月28日 - 「ザ・ビッグ・ワン」（星組、新宿コマ劇場）

## 宝塚歌劇団退団後の主な舞台
- 1973年1月 - 「新・平家物語　絢爛豪華な源平絵巻」（帝国劇場）
- 1973年8月 - 「マイ・フェア・レディ」（帝国劇場）…イライザ役
- 1974年4月 - 「風と共に去りぬ」（帝国劇場）
- 1974年10月 - 「にっぽんサーカス物語　道化師の唄」（帝国劇場）
- 1975年2月 - 「屋根の上のヴァイオリン弾き」（日生劇場）…ゴールデ役
- 1975年8月 - 「真夏の夜の夢」（帝国劇場）
- 1975年10月 - 「松旭斎天勝　魔術の女王」（帝国劇場）
- 1976年8月 - 「屋根の上のヴァイオリン弾き」（帝国劇場）…ゴールデ役
- 1977年5月 - 「ラ・マンチャの男」（日生劇場）…アルドンサ役
- 1977年8月 - 「三文オペラ」（帝国劇場）
- 1979年11月 - 「ラ・マンチャの男」（帝国劇場）…アルドンサ役
- 1980年2月 - 「ラ・マンチャの男」（帝国劇場）…アルドンサ役
- 1982年 -「新・道元の冒険」（紀伊國屋ホール）
- 1983年3月 - 「ナイン」（日生劇場）…ルミエール役
- 1983年7月 - 「ラ・マンチャの男」（帝国劇場）…ゴールデ役
- 1983年10月 - 「シカゴ」…ヴェルマ・ケリー役（シアターアプル）
- 1984年 - 「ピアフ」（シアターアプル）
- 1984年4月-「頭痛肩こり樋口一葉」（紀伊國屋ホールほか）…稲葉 鑛役 こまつ座旗揚げ公演
- 1985年7月 - 「ラ・マンチャの男」…アルドンサ役
- 1986年7月 - 「ラ・カージュ・オ・フォール」（帝国劇場）…ジャクリーヌ役
- 1986年11月 - 「その男、ゾルバ」（梅田コマ劇場）…リーダー役
- 1989年4月 - 「ラ・マンチャの男」（青山劇場）…アルドンサ役
- 1990年5月 - 「アニー」（青山劇場）…ハンニガン役
- 1990年11月 - 「その男、ゾルバ」（新宿コマ劇場）…リーダー役
- 1991年4月 - 「アニー」（青山劇場）…ハンニガン役
- 1991年5月 - 「ノーエルとティ」（セゾン劇場）…ガートルード・ローレンス役
- 1991年11月 - 「SANADA」（近鉄劇場）…淀殿 / 秀夫の母役
- 1993年4月 - 「その男、ゾルバ」（新宿コマ劇場）…リーダー役
- 1994年4月 - 「屋根の上のヴァイオリン弾き」（帝国劇場）…ゴールデ役
- 1995年3月 - 「ファイブ・ガールズ・オン・ファイブ・ステージ」（パルコ劇場）
- 1995年9月 - 「ピアフ-生命、燃え尽きて-」（サンシャイン劇場）
- 1996年6月 - 「大浦屋お慶」…お慶役
- 1996年7月 - 「屋根の上のヴァイオリン弾き」（帝国劇場）…ゴールデ役
- 1997年1月 - 「はずんだアマンダ」（エコー劇場）
- 1997年8月 - 「FAME」（東京芸術劇場）
- 1997年12月 - 「42nd ストリート」（日生劇場）…ドロシー・ブロック役
- 1998年3月 - 「マイ・ブルー・ヘブン」（国際フォーラム）
- 1998年5月 - 「ご親切は半分に」（アートスフィア）
- 1998年8月 - 「屋根の上のヴァイオリン弾き」（帝国劇場）…ゴールデ役

## テレビドラマ
- 1969年 - 「天と地と」（NHK大河ドラマ）…綾役
- 1971年 - 「春の坂道」（NHK大河ドラマ）…お万の方役
- 1971年 - 「大忠臣蔵」 NET（現、テレビ朝日系列）…お蘭（柳生一門の女剣士）役
- 1971年 - 1972年「ターゲットメン」第1話・第2話・第5話　NET（現、テレビ朝日系列）…秋月真理子役
- 1975年 - 「水戸黄門 第4部」第16話・第17話「北海の反乱・松前」（前・後編） TBS系列…タツニ役
- 1973年 - 1974年「お姉ちゃん」 （TBS系列）
- 1974年 - 「座頭市物語」 第12話「やわ肌仁義」（フジテレビ系列）…おせい役
- 1975年 - 「かんざしお艶」 （NTV、現：日本テレビ放送網系列）
- 1975年 - 「水戸黄門 第6部」第6話「あかね雲・山鹿」（TBS系列）…おそで役
- 1976年 - 「水戸黄門 第7部」第2話「姫君はにせ者・福島」（TBS系列）…尾上役
- 1988年 - 「暴れん坊将軍III」第27話「罠にかかった女」（ANB系列）…おしま役

## 歌曲

### TV時代劇
- 1975年 - 峠のバラード…「かんざしお艶」主題歌：酒井喜一郎（作詞）橋場清（作曲）

### CD
- 1989年 - 「上月晃/1989」…株式会社ソニー・ミュージックレコーズ
- 1993年 - 「エディット・ピアフ〜愛の叫び〜」…キング

## 著作
- 1971年 - 「ふりむかないで」 報知新聞社刊